# Tengerimalacfélék
A tengerimalacfélék (Caviidae) az emlősök (Mammalia) osztályába és a rágcsálók (Rodentia) rendjébe tartozó család.
Egyes rendszerekban a kapibaraformák önálló családot alkotnak (Hydrochaeridae) néven.

## Rendszerezés
A családba 3 alcsalád, 6 élő nem és 19 faj tartozik:
- tengerimalacformák (Caviinae) Fischer de Waldheim, 1817 - 3 élő nem és 13 élő faj
- maraformák (Dolichotinae) Pocock, 1922 - 1 élő nem és 2 élő faj
- kapibaraformák (Hydrochoerinae) Gray, 1825 - 2 élő nem és 4 élő faj

## Képek

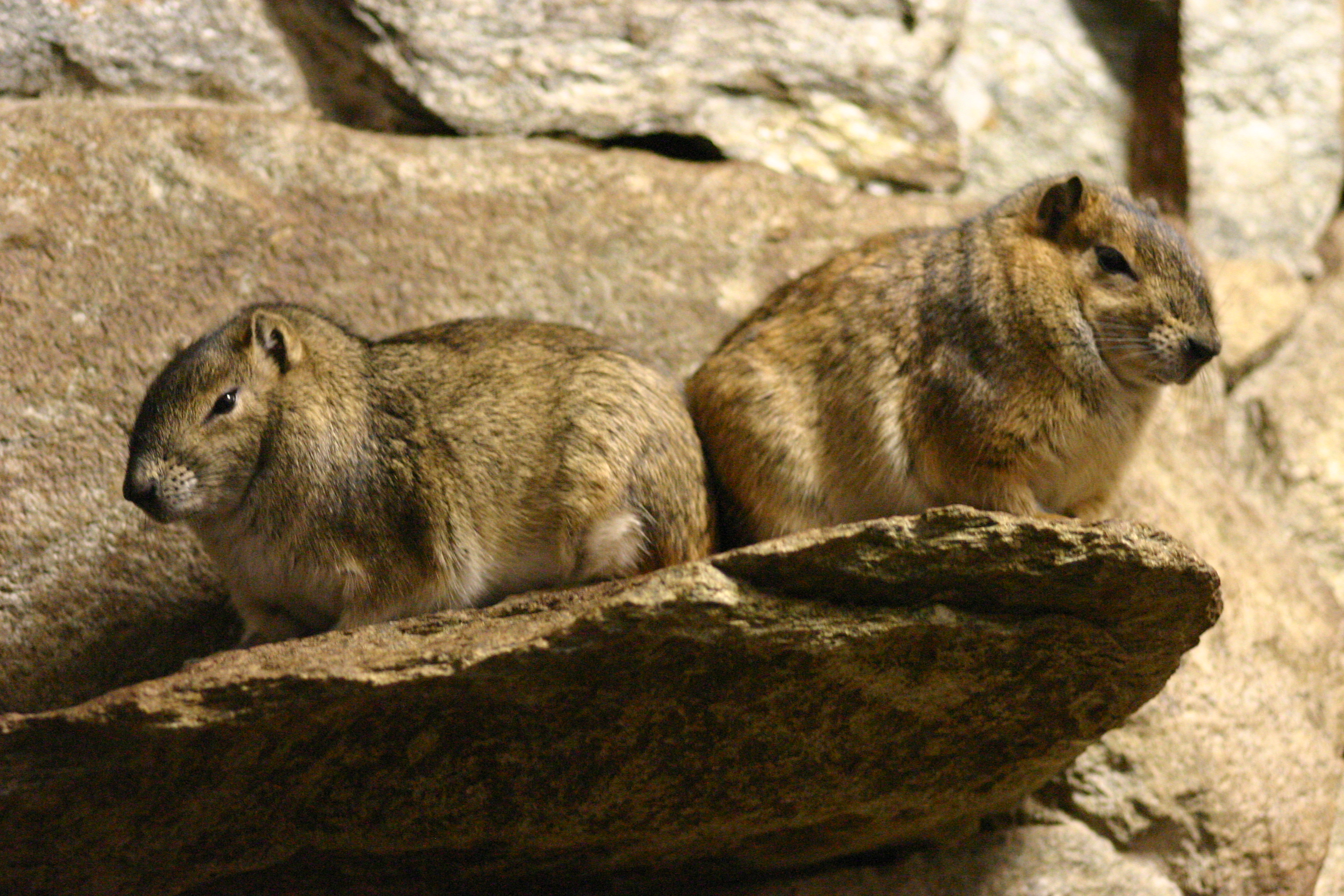
Szirti tengerimalac (Kerodon rupestris)
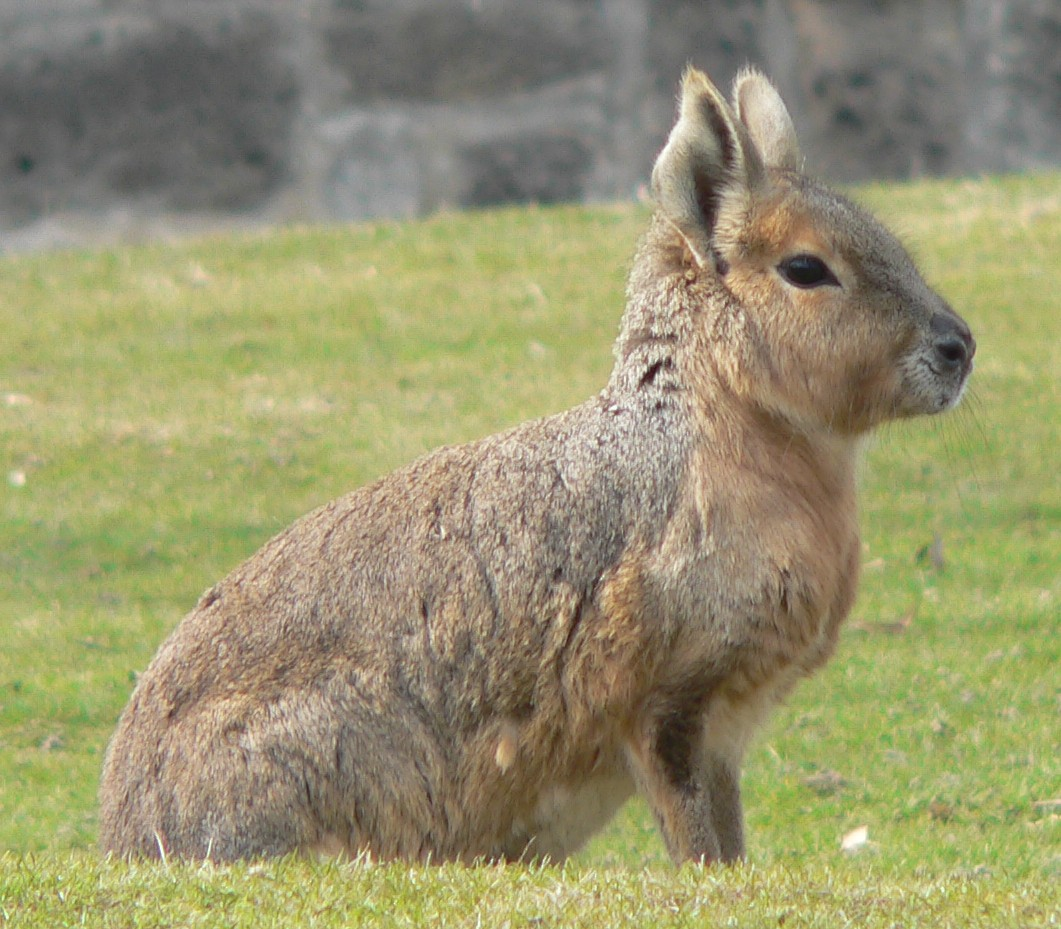
Nagy mara (Dolichotis patagonum)